# Charles Grant (aktor)
Charles Grant, właśc. Charles Flohe (ur. 29 listopada 1957 w Winston-Salem, w stanie Karolina Północna, USA) – amerykański aktor.

## Filmografia

### Filmy fabularne
- 1977: Czarny samuraj (Black Samurai) jako Bone
- 1983: Pogoda w ulicach (The Weather in the Streets, TV)
- 1984: Jankes na Oksfordzie (Oxford Blues) jako student fotografii
- 1985: Rappin' jako Duane
- 1986: Oddział Delta (The Delta Force) jako Tom Hale
- 1988: Bracia w armii (Brothers in Arms) jako Dallas
- 1988: Witchcraft jako dr Adler
- 1989: Gliniarz z Los Angeles (Night Children) jako Blade
- 1992: Loving Lulu jako Sam
- 1994: Dworka (Lady in Waiting) jako Scott Henley
- 1996: Playback jako David Burgess
- 1996: Dziewczyna do towarzystwa (Co-ed Call Girl) jako Andrew Carlson
- 1996: Zaginięcie Sary (Race Against Time: The Search for Sarah) jako Eric

### Seriale TV
- 1980: BBC2 Playhouse jako Ormond
- 1981: Aby służyć im wszystkie moje dni (To Serve Them All My Days) jako Bennington
- 1981: Bariery (Barriers) jako Ismail
- 1982: Airline jako Alastair Drummond
- 1983: The Edge of Night jako kaznodzieja Emerson
- 1988: Dallas jako David Shulton
- 1988-90: Inny świat (Another World) jako Earl Frame (Evan Bates) #1
- 1992: W upalną noc (In the Heat of the Night) jako Todd Denton
- 1992-93: Santa Barbara jako Connor McCabe
- 1993: Zapisane przez dzwonek: Studenckie lata (Saved by the Bell: The College Years) jako Johnny Walters
- 1993: Ciągnie swój do swego (Birds of a Feather) jako Roger
- 1994: Phenom  jako Bill
- 1995: Jedwabne pończoszki (Silk Stockings) jako Rick
- 1995: Legendy Kung Fu (Kung Fu: The Legend Continues) jako Rhines
- 1995: Krótki żywot (Live Shot) jako Leo Hardaway
- 1995: Renegat (Renegade) jako Brock
- 1996-98: Moda na sukces (Bold and the Beautiful) jako Grant Chambers
- 1997: Zdarzyło się jutro (Early Edition) jako Joe Damski